# PNO1
PNO1‏ (Partner of NOB1 homolog) هوَ بروتين يُشَفر بواسطة جين PNO1 في الإنسان.